# 伊藤秀憲
伊藤 秀憲（いとう しゅうけん、1947年 - ）は、日本の仏教学者、博士（仏教学）。愛知学院大学客員教授。専門は禅学（曹洞宗学）、道元禅。

## 来歴
愛知県生まれ。1970年、駒澤大学仏教学部仏教学科卒業。1975年、同大学大学院人文科学研究科仏教学専攻博士課程単位取得満期退学。
1976年 駒澤大学仏教学部助手、1981年に講師、1985年に助教授を経て、1991年、駒澤大学仏教学部教授に就任。
1998年 愛知学院大学文学部宗教文化学科教授。
2000年 『道元禅研究』で駒澤大学より博士（仏教学）の学位を取得。
日本印度学仏教学会評議員、日本仏教学会理事、東海印度学仏教学会理事などを歴任。玉泉寺住職。

## 著書
- 『道元禅研究』大蔵出版
- 『道元禅師全集』第7巻、春秋社
- 新版『原文対照現代語訳 道元禅師全集』第14、15、16巻（各・共著）、春秋社[6][7]。

## 受賞
- 1984年 第26回日本印度学仏教学会賞[8]

## 著書
- 「国立国会図書館サーチ」を参照
- 主な著書～紀伊国屋書店

### 論文
- CiNii>伊藤秀憲
- INBUDS>伊藤秀憲